# 律实宫
律实宫，位于泰国曼谷律实县，泰国王宫之一，建于19世纪末至20世纪初。自建成以来，一直是泰国国王的主要居所。拉玛五世朱拉隆功、拉玛六世瓦栖拉兀、拉玛七世巴差提朴、拉玛九世普密蓬·阿杜德、拉玛十世哇集拉隆功均居于此。
律实宫占地面积64,749平方米，共13座各式宫殿宅邸，点缀于大片绿地和花园之中。著名的宫殿包括安蓬沙探殿、阿披色律实殿、吉拉达宫、維曼默宮、阿南达沙玛空皇家御会馆。

## 历史

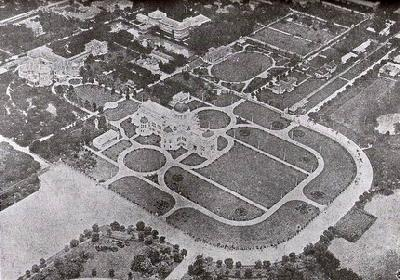
20世纪40年代航拍

1782年扎克里王朝定都曼谷之后，王室长期居住在大皇宫。暹罗政府各部官员及王室成员皆聚集在皇宫地带，自朱拉隆功王统治时期以来，大皇宫日益拥挤，且因不断增建，建筑密集，致使夏日酷热难耐，亦有疫病之忧。朱拉隆功喜好远足消遣，又感到皇宫环境不适，于是经常在郊外放松缓解:165。1897年，朱拉隆功赴欧游历，他发现不少欧洲王宫都建在都城近郊开阔地域，有广阔的田野和园圃，于是决定在曼谷近郊打造新的王宫。他以枢密院资金在帕东功甲盛运河和桑森运河之间（今律实县一带）购置土地，命名为律实园（ Suan Dusit），“律实”又译为都喜、睹史多、兜率，即佛教宇宙观中的兜率天，意为“具有欢喜”:165。
律实宫的首座建筑为一单层木屋，供国王及家眷偶尔居住。宫殿群由精于艺术设计的那沙拉亲王，以及曾设计大皇宫武隆碧曼宫的德国建筑师桑德雷茨基（C. Sandreczki）二人带领团队设计，团队除那里沙拉亲王外皆为欧洲人。那里沙拉亲王亦在新宫殿附近设计了一座以大理石修建的王室寺庙——云石寺:165。
朱拉隆功亦酷爱骑行休闲，他在决定长居于律实宫之前，就经常骑行往返大皇宫和律实园，其骑行路径后来成为著名的拉差丹嫩路:166。1908年，朱拉隆功再次赴欧游历，回国后，他又下令将宫殿向北扩建，开辟王室花园，称为素南他园（ Suan Sunantha），是以正室素南他·库玛丽拉王后命名。素南他园成为国王后妃和子女的居所。1910年10月23日，朱拉隆功在安蓬沙探殿离世。
拉玛六世瓦栖拉兀即位后，在1913年开辟了吉拉达园（ Suan Chittralada），位于律实宫和披耶泰宫之间，园内建吉拉达宫，作为居所。1925年，拉玛七世巴差提朴下令将吉拉达园纳入律实宫区域内。1932年，暹罗爆发立宪革命，君主专制终结。律实宫的部分土地被收归国有，改为市民公园及律实动物园；阿南达沙玛空皇家御会馆则成为泰国国会的永久性会议场所。1952年，拉玛九世普密蓬归国，将吉拉达宫修缮一新，并在此定居。修缮期间，王室居住在安蓬沙探殿。1970年，普密蓬批准将律实宫的一部份土地移交政府，建造国会大厦。原先的国会驻地阿南达沙玛空皇家御会馆则重新成为国王宫殿。
拉玛十世哇集拉隆功居住在安蓬沙探殿，他在即位之前即长居于此。2019年，泰国国会再度迁址，原国会大楼拆除，归还王室。
- 維曼默宮，全身以柚木打造，原本位于春武里府西昌島，1901年迁建于曼谷律实县
- 阿披色律实殿（英语：Abhisek Dusit Throne Hall）建于1904年，是律实宫的会堂及娱乐场所
- 安蓬沙探殿（英语：Amphorn Sathan Residential Hall）建于1906年，是律实宫的主殿
- 阿南达沙玛空皇家御会馆建于1908年，是律实宫的大会堂
- 吉拉达宫的护城河。吉拉达宫建于1913年，是拉玛九世普密蓬和诗丽吉王后的主要居所

## 布局

布局

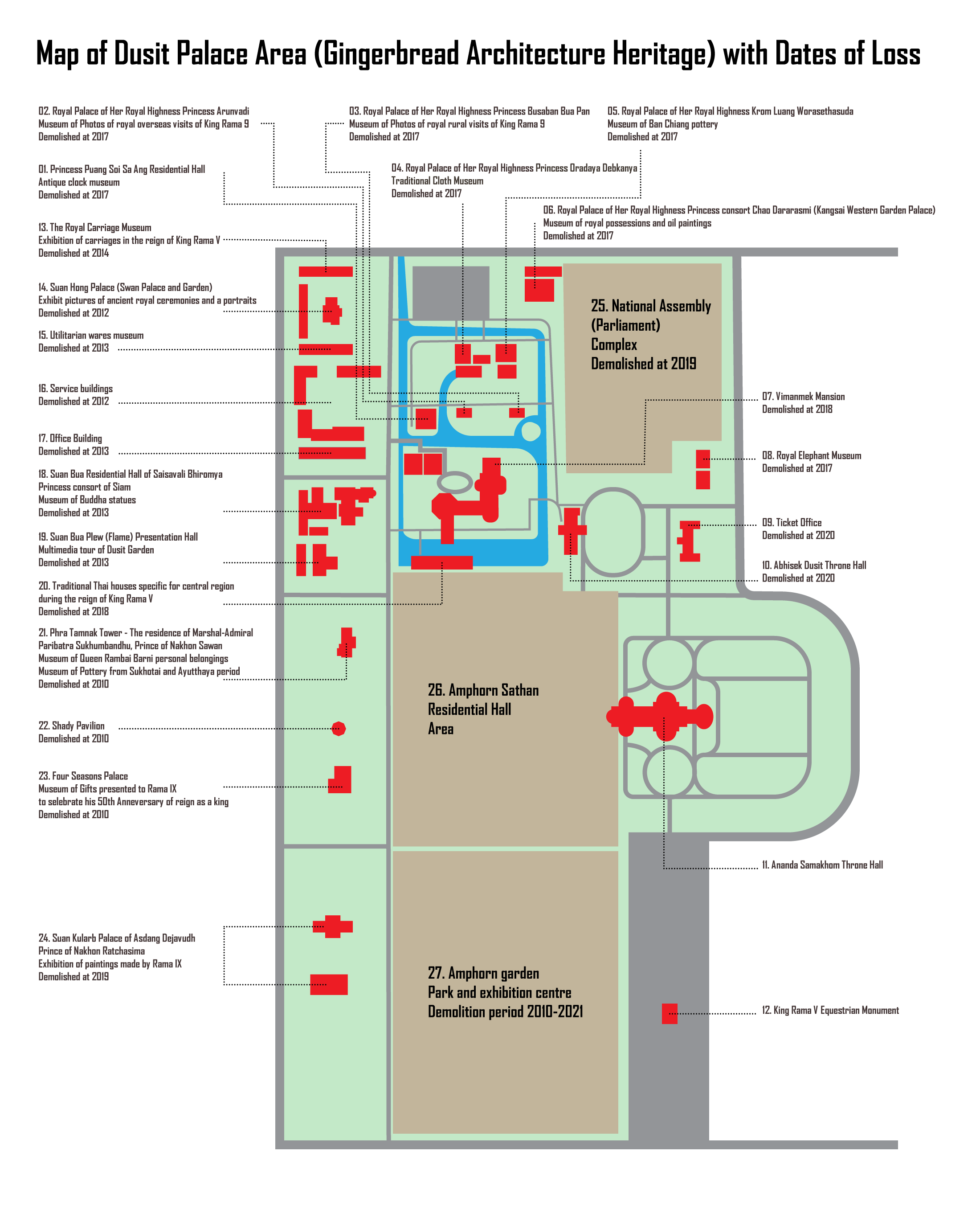
改建情况

律实宫分为外廷、中廷和内廷三部分，各区域主要以运河而非宫墙区隔:165。花园之间以园门连通，园门及道路名称皆取自中国青花瓷图案，园门以人或动物命名，道路以花草命名:166。宫内主要的宫殿包括：
- 維曼默宮（1903年）：律实宫最早的宫殿，柚木打造，2018年拆除，正重建
- 阿披色律实殿（英语：Abhisek Dusit Throne Hall）（1904年）：宴会场地。曾是泰国手工艺品博物馆，2020年拆除，正重建
- 安蓬沙探殿（英语：Amphorn Sathan Residential Hall）（1906年）：律实宫的主殿。现为拉玛十世哇集拉隆功住所
- 阿南达沙玛空皇家御会馆（1908年）：会堂，国王会见大臣的场所，1932年至1974年为泰国国会驻地。普密蓬统治时期为博物馆。现不对外开放，为王家仪式典礼场地
- 吉拉达宫（1913年）：普密蓬国王住所（1957—2016），现为诗丽吉王后住所

其他宫殿包括：
- Suan Si Ruedu Royal Villa
- Suan Hong Royal Villa，2012年拆除
- Suan Nok Mai Royal Villa
- Suan Bua Royal Villa，2013年拆除
- HRH Princess Bussabun Bua-Phan Residential Hall，2017年拆除
- HRH Princess Arun-Wadi Residential Hall，2017年拆除
- HRH Princess Puang Soi Sa-ang Residential Hall，2017年拆除
- HRH Princess Orathai Thep Kanya Residential Hall，2017年拆除
- Krom Luang Vorased Thasuda Residential Hall，2017年拆除
- Tamnak Suan Farang Kangsai Residential Hall，2017年拆除
- Tamnka Suan Phudtan Residential Hall
- Tamnak Hor Residential Hall
- 帕鲁斯卡万宫（英语：Paruskavan Palace）
- Suan Kularb Mansion，2019年拆除